# Nils Sahlin (militär)
Nils Johan Gabriel Sahlin, född den 7 maj 1893 i Sköllersta församling, Örebro län, död den 17 februari 1972 i Stockholm, var en svensk militär. Han var i sitt andra äktenskap måg till Axel Norinder.
Sahlin avlade studentexamen i Örebro 1911 och officersexamen 1915. Han blev fänrik vid Smålands artilleriregemente 1915 och löjtnant där 1918. Sahlin genomgick Artilleri- och ingenjörhögskolan 1918–1920 och Kungliga tekniska högskolan 1926–1927. Sahlin var besiktnings- och kontrollofficer vid ammunitionsfabriken och arméförvaltningens artilleridepartement 1921–1948 och byråchef i kontrollbyrån 1944–1948. Han befordrades till kapten i Smålands arméartilleriregemente 1930, till major i fälttygkåren 1937, till överstelöjtnant 1941 och till överste 1943, i reserven 1948. Sahlin var verksam som konsult i teknisk verksamhet från 1948. Han invaldes som ledamot av Krigsvetenskapsakademien 1943. Sahlin blev riddare av Svärdsorden 1936 och av Vasaorden 1940 samt kommendör av andra klassen av Svärdsorden 1947. Han vilar i andra hustruns familjegrav på Norra begravningsplatsen utanför Stockholm.